# Regione degli Altopiani della Pennsylvania

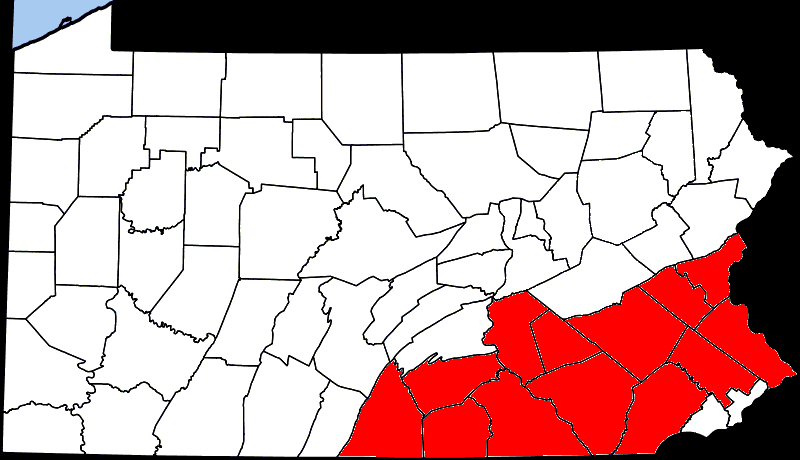
Contee che compongono la regione degli Altopiani della Pennsylvania

La regione degli Altopiani della Pennsylvania (Pennsylvania Highlands in inglese) è una sezione delle Montagne Appalachi situata nella parte orientale della Pennsylvania, spesso citata come candidata per una vasta conservazione ecologica.
La regione è abitata da circa 5 milioni di persone, con la maggioranza di esse residenti nella sua metà orientale. La crescita demografica e l'espansione suburbana sono iniziate negli anni settanta e continuano ad aumentare rapidamente. Ogni contea ha registrato una crescita demografica tra il 1990 e il 2000 e tra il 2000 e il 2005. La regione vicino a Filadelfia è molto densamente popolata, ma la densità di popolazione diminuisce verso ovest. Uno dei fattori di questa rapida crescita è l'immigrazione, con un considerevole afflusso di persone asiatiche, europee e africane nelle contee orientali, e una presenza diffusa di popolazioni ispaniche in tutta la regione, specialmente nelle contee come Berks, Lehigh e Lancaster.
Questa regione fortemente boscosa è considerata significativa dal punto di vista ecologico perché, tra le altre cose, le sue fitte foreste servono a proteggere e fornire acqua potabile pulita a oltre 15 milioni di persone, comprese ampie porzioni sia del New Jersey che dello stato di New York. Le Pennsylvania Highlands sono anche riconosciute come un'area di vacanze rurali e sono state addirittura riconosciute dal Servizio Forestale degli Stati Uniti come un "paesaggio di significato nazionale" e dallo Stato del New Jersey come una "Area di Risorse Speciali", riconoscimenti che nonostante ciò non la proteggono dall'espansione urbana che minaccia le sue risorse naturali ogni anno.

## Contee
- Contea di Adams
- Contea di Berks
- Contea di Bucks
- Contea di Chester
- Contea di Cumberland
- Contea di Dauphin
- Contea di Franklin
- Contea di Lancaster
- Contea di Lehigh
- Contea del Libano
- Contea di Montgomery
- Contea di Northampton
- Contea di York